# Hans Erni

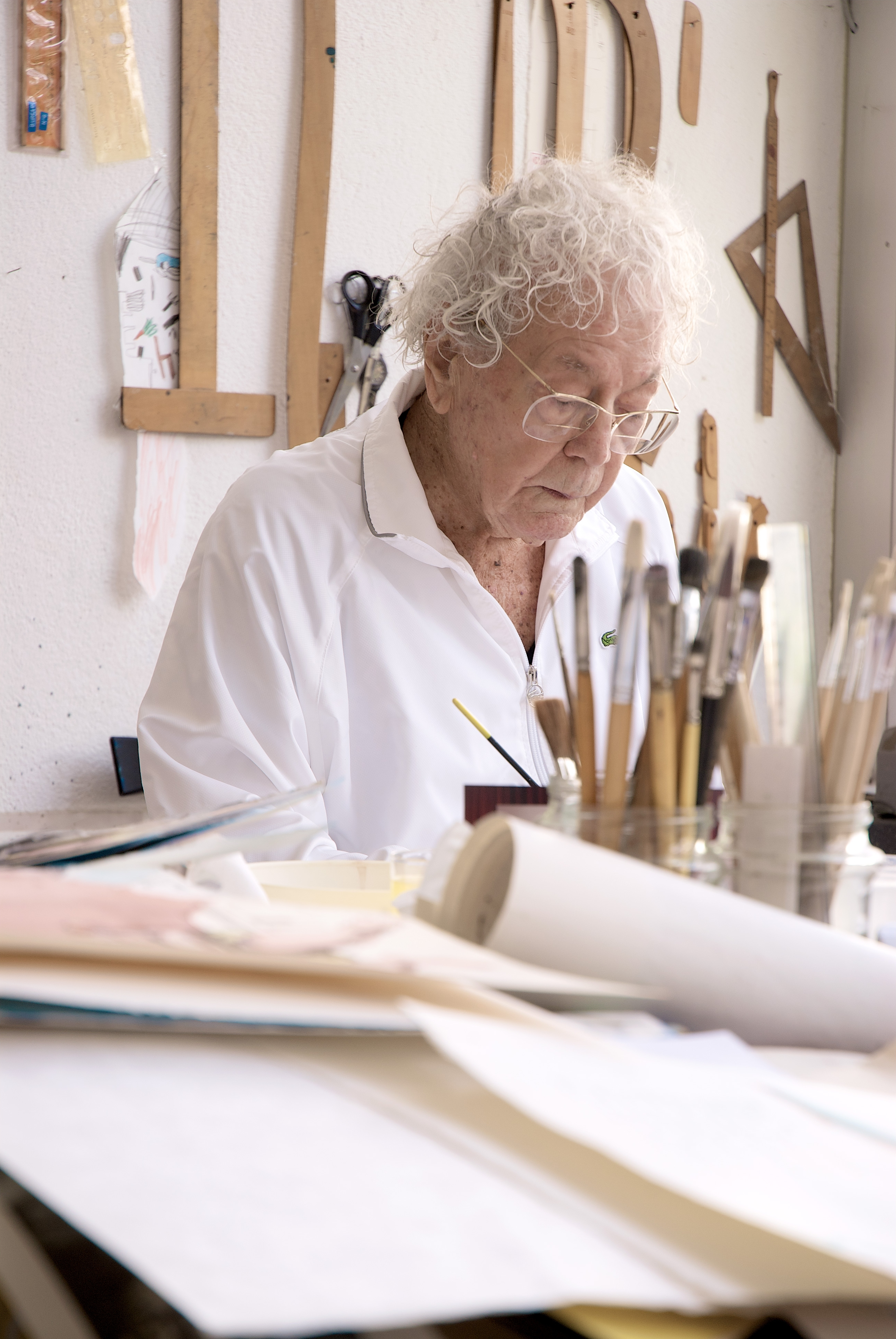
Hans Erni, 2010

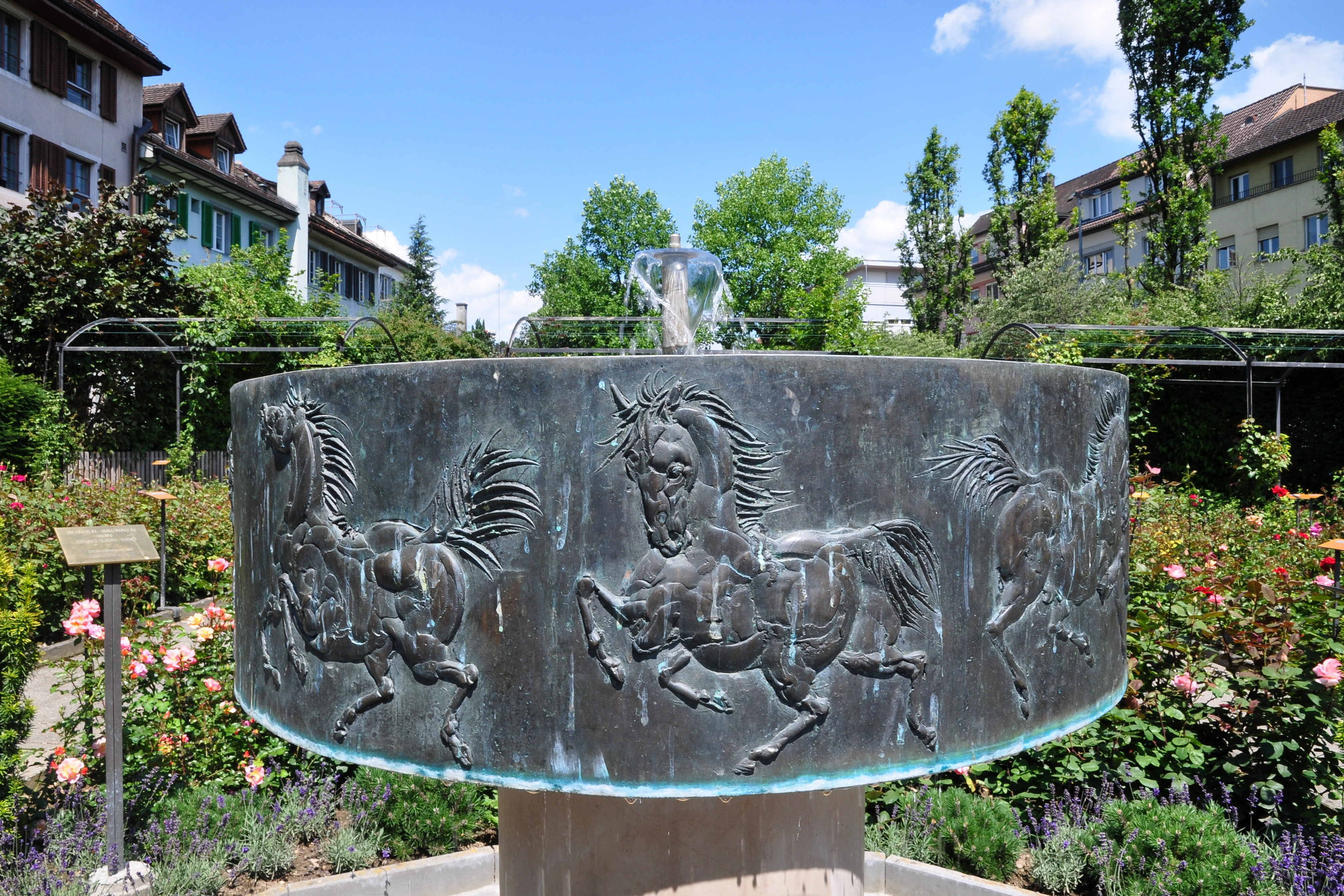
Werk van Hans Erni in Rapperswil

Hans Erni (Luzern, 21 februari 1909 – aldaar, 21 maart 2015) was een  Zwitsers kunstschilder en beeldhouwer.

## Biografie
Erni werd in 1909 in Luzern geboren. Hij ontwierp een aantal postzegels, maar hij heeft ook een groot aantal boeken geïllustreerd, vooral in de jaren 50 en 60. Erni heeft een eigen museum in Luzern waar het meeste van zijn werk tentoongesteld staat. 
Met zijn eerste vrouw Gertrude Bohnert had Erni één dochter, Simonne, die ook kunstenares is.